# Margarin

## Povijest
Prvi puta je proizveden u Francuskoj u 19. stoljeću.

## Opis
Margarin je prema definiciji emulzija vode u ulju dobivena miješanjem i kristalizacijom tekućih sjemenskih biljnih ulja i čvrstih tropskih biljnih masnoća. 
Margarini nove generacije obogaćeni su vitaminima, najčešće E, A i D, ne sadrže kolesterol ni transmasne kiseline, sadrže optimalan omjer jednostruko i višestruko nezasićenih masnih kiselina, a proizvode se od pomno odabranih sirovina visoke kvalitete.
Margarin kakav koristimo danas prošao je kroz mnoge promjene od vremena kada je nastao još davne 1869. i uvijek su promjene vođene idejom da se napravi bolji i zdraviji proizvod. Tako su nastali margarini različitih namjena i svojstava, tvrđi namijenjeni pripravi raznih jela i slastica i mazivi obogaćeni vitaminima, s manjim ili većim udjelom masnoće. Nekada se margarin proizvodio djelomičnim očvršćivanjem biljnih ulja. Taj je postupak generirao stvaranje malog udjela nepoželjnih trans masnih kiselina, ali i taj mali udio bio je dovoljan da se margarinu, neopravdano, pripiše negativni nutricionistički predznak.
Što su zapravo trans masne kiseline? Nezasićene masne kiseline u tzv. trans formi ili trans masne kiseline, prirodno se nalaze u hrani koja sadrži masnoće životinjskog porijekla, a u procesnoj prehrambenoj industriji nastaju prilikom postupka očvršćivanja biljnog ulja do čvrste masti. U posljednje vrijeme sve više ih se povezuje s povećanjem rizika od bolesti srca i krvožilnog sustava.
Kako su znanstvena saznanja o trans masnim kiselinama i masnoćama općenito, bivala temeljitija to je veći bio napredak u poboljšanju svojstava margarina. Oslanjajući se na najnovija otkrića i znanstveno dokazane tvrdnje, u tehnologiju proizvodnje margarina ugrađivani su novi procesi i nove sirovine. Tako su nastali tzv. “ziro-trans“ margarini.
Moderni margarini kakve danas proizvode napredni proizvođači, u potpunosti udovoljavaju današnjim visokim nutricionističkim kriterijima. Ne sadrže trans masne kiseline, a s obzirom na to da se proizvode od biljnih masnoća, ne sadrže ni kolesterol. Bogati su u mastima topivim vitaminima i tako osiguravaju apsorpciju tih neophonih sastojaka. Postoje namjenski margarini za pripremu jela i slastica, mazivi margarini s optimalnim sastavom masnoća, raznim okusima.

## Vanjske poveznice
- One-hour Radio Broadcast on Margarine in Canada (Deconstructing Dinner)  Arhivirana inačica izvorne stranice od 19. listopada 2007. (Wayback Machine)
- Hyfoma about margarine